# يوكوزونا

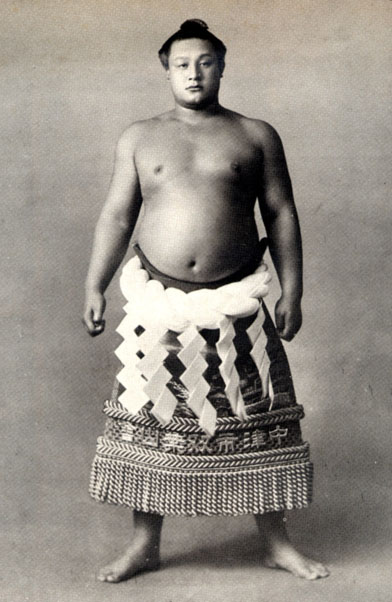
فوتاباياما ساداجي، اليوكوزونا رقم 35.

يوكوزونا (باليابانية: 横綱) هي أعلى مرتبة من مراتب مصارعي السومو المحترفين في اليابان.
يأتي اسم يوكوزونا من اسم الحبل الذي يربطه اليوكوزونا على خصره، وهو الوحيد الذي يسمح له بربط حبل أبيض مصنوع من الخيش، حيث كلمة «زونا» (綱) تعني «حبل».
عندما يحصل المصارعة على مرتبة يوكوزونا، فإنه يحتفظ بهذا اللقب مدى الحياة حتى يتقاعد ما لم تطرأ ظروف خاصة.
في الوقت الحاضر يعد اليوكوزونا ممثلاً عن جميع مصارعي السومو، بالإضافة إلى مرتبته ك «يوريشيرو» (وسيط للكامي).

## اقرأ أيضاً
- قائمة مصطلحات السومو